# Тозлу, Эрен
Эрен Тозлу (тур. Eren Tozlu; род. 27 декабря 1990, Гиресун или Giresun, Гиресун) — турецкий футболист, нападающий клуба «ББ Эрзурумспор».

## Клубная карьера
Является воспитанником «Гиресунспора». За клуб дебютировал в матче против «Карталспора», выйдя на замену после перерыва. В сезоне 2010/11 он был отправлен в аренду в клуб «Пазарспор», где сыграл 31 матч и забил пять голов. За «Гиресунспор» свой первый гол забил в матче 10-го тура Первой лиги Турции против «Буджаспора» на 54-й минуте. В матче против «Истанбул Гюнгёренспора» сделал хет-трик.
В 2012 году перешёл в «Мерсин Идманюрду», где сыграл 55 матчей и забил один гол — в матче против «Буджаспора». В 2015 году на правах аренды перешёл в «Самсунспор», где сыграл 15 матчей и забил два гола.
В 2016 году перешёл в «Ени Малатьяспор», где за четыре года сыграл в 30 играх и забил девять голов. Затем Тозлу вернулся в «Гиресунспор» и провёл там один сезон, после чего перешёл в «ББ Эрзурумспор», где дебютировал в матче против «Бураспора». В матче против «Алтынорду» отличился хет-триком.

## Карьера в сборной
За молодёжную сборную Турции дебютировал в матче против Японии, где сразу забил гол.